# Winchiel Negron
Winchiel Negron – portorykański zapaśnik walczący w obu stylach. Zajął 24 miejsce na mistrzostwach świata w 2005. Brązowy medal na mistrzostwach panamerykańskich w 2010 roku.